# United States Government Publishing Office

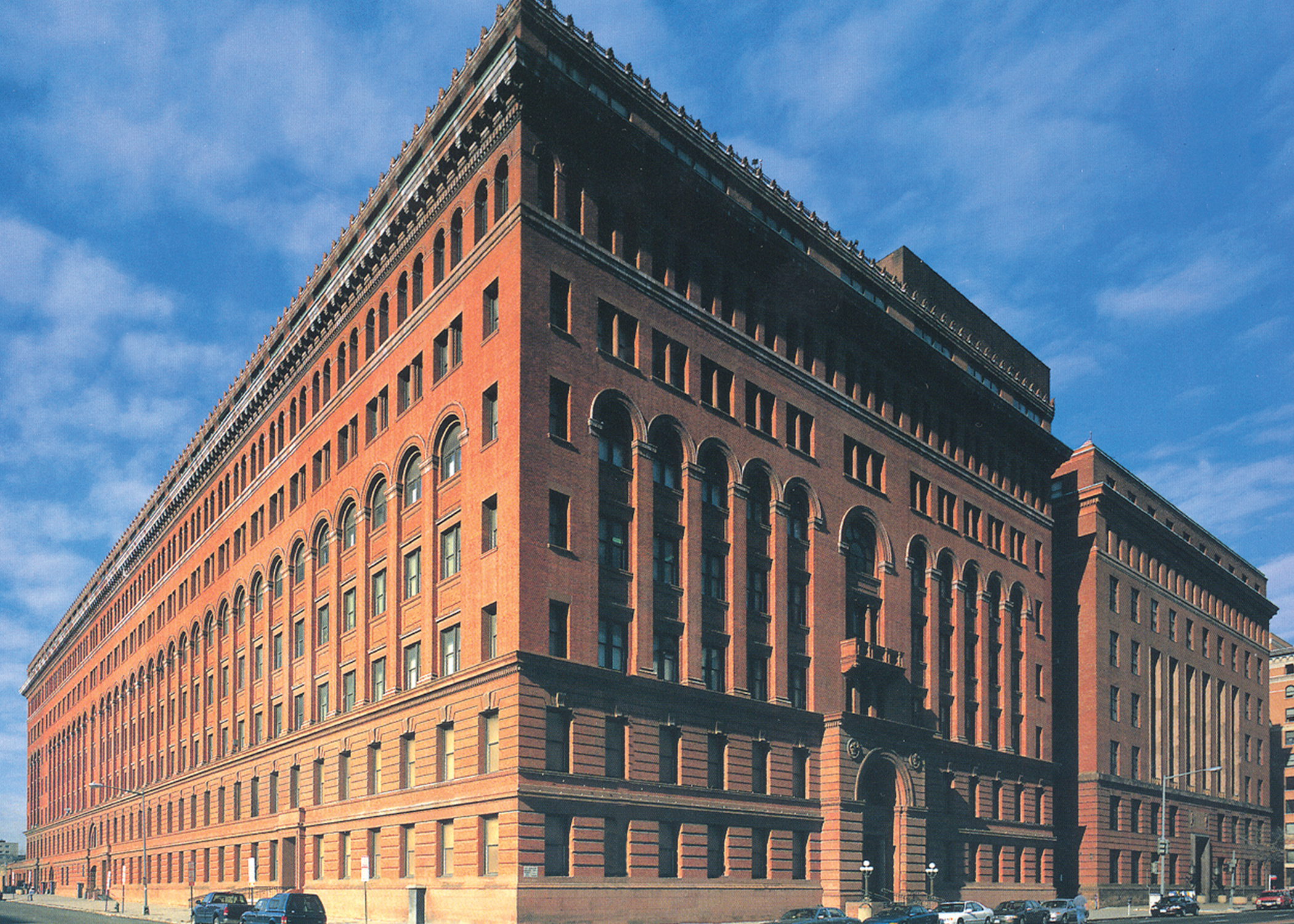
Das GPO-Building in Washington, D.C.

Das United States Government Publishing Office (GPO; deutsch Regierungsdruckerei der Vereinigten Staaten; bis 2014 United States Government Printing Office) ist eine Bundesbehörde der Vereinigten Staaten von Amerika mit dem Auftrag, sämtliche Dokumente des Kongresses, des Weißen Hauses und anderer Bundesbehörden in Druck oder in digitaler Form mit sicheren Ressourcen zu produzieren, beschaffen, katalogisieren, indizieren, authentifizieren, verteilen und zu archivieren. Das GPO produziert und verteilt die Informationsprodukte, beispielsweise auch die offiziellen US-Reisepässe, im Auftrag des Außenministeriums der Vereinigten Staaten. Damit entspricht der Auftrag weitgehend dem der deutschen oder auch österreichischen Bundesdruckerei.
GPO bietet permanenten öffentlichen Zugriff auf Informationen der Bundesbehörden durch das Federal Digital System (www.fdsys.gov) und eine Partnerschaft mit ca. 1200 Bibliotheken in den USA sowie durch eine Online-Buchhandlung.

## Geschichtlicher Überblick
Die Gründung einer Druckerei für die Bundesbehörden wurde im Juni 1860 durch den Kongress beschlossen. Hintergrund waren teilweise fehlende Unterlagen früherer Kongresse sowie schlechte Arbeit der beauftragten privaten Druckereien. Am 4. März 1861 nahm die Druckerei den Betrieb mit 350 Mitarbeitern auf.
Das GPO trug bis 16. Dezember 2014 den Namen United States Government Printing Office, ehe per Gesetzesbeschluss der heutige Name eingeführt wurde, um dem zunehmenden Anteiler digitaler Veröffentlichungen auch im Namen Rechnung zu tragen.

## Organisation
Die Leitung der GPO hat der Public Printer of the United States. Ab dem 1. August 2013 war dies Davita Vance-Cooks (27. Public Printer), die im Dezember 2019 durch Hugh Halpern (28. Public Printer) abgelöst wurde.
Darüber hinaus unterhält das GPO aber auch ein Büro für parlamentarische Beziehungen, durch welches sämtliche Kontakte mit der Legislative und damit dem 1846 gegründeten United States Congress Joint Committee on Printing abgewickelt werden. Das Committee on Printing führt auch Aufsicht über die Aktivitäten der GPO und das Management der GPO ist dem Ausschuss verantwortlich. Auch das Budget muss durch dieses Komitee genehmigt werden.
Einrichtungen der GPO werden durch eine eigene Polizeieinheit, die GPO Uniformed Police, geschützt.